# Ancistroplax
Ancistroplax – rodzaj wszy należący do rodziny Hoplopleuridae, pasożytujące na drobnych ssakach z rodziny ryjówkowatych powodując chorobę zwaną wszawicą.
Gatunki należące do tego rodzaju nie posiadają oczu. Antena składa się z 4 segmentów bez wyraźnego dymorfizmu płciowego. Przednia para nóg jest wyraźnie mniejsza i słabsza, zakończona słabym pazurem. Środkowa para nóg jest anatomicznie tej samej budowy jak tylna para lecz większa.
Ancistroplax stanowią rodzaj składający się obecnie z 5 gatunków:
- Ancistroplax chodsigoae (Chin, 1984)
- Ancistroplax crocidurae
- Ancistroplax nasuta (Johnson, 1964)
- Ancistroplax nepalensis (Kaneko and Uchikawa, 1988)
- Ancistroplax taiwanensis (Kaneko and Uchikawa, 1988)